# Die weiße Hölle vom Piz Palü
Die weiße Hölle vom Piz Palü ist ein deutsches Bergfilmdrama von Arnold Fanck und Georg Wilhelm Pabst aus dem Jahr 1929. Es handelt sich um einen Stummfilm. Die Hauptrollen sind mit Gustav Diessl, Leni Riefenstahl und Ernst Petersen besetzt.

## Handlung

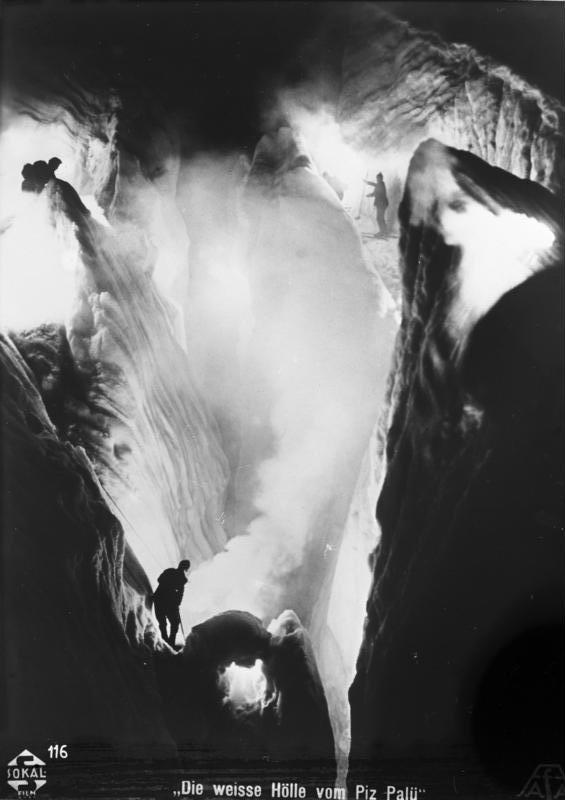
Kino-Aushangfoto des Films Die weiße Hölle vom Piz Palü, 1929

Maria Krafft, die Frau des Bergsteigers Dr. Johannes Krafft, stürzt wegen der Leichtfertigkeit des Paares in eine Gletscherspalte am Piz Palü und stirbt.
Einige Jahre später: Das frischvermählte Paar Hans Brandt und Maria Maioni begibt sich ebendort auf eine Bergtour. Sie quartieren sich in der einsamen Diavolezza-Berghütte ein. Der befreundete Kunstflieger Udet wirft für sie eine Flasche Sekt zum Feiern mit dem Fallschirm ab. Die erhoffte Einsamkeit wird durch das Auftauchen des Bergführers Christian und von Dr. Johannes Krafft vereitelt. Krafft, der den Tod seiner Frau nicht verwunden hat, besteigt immer wieder den Piz Palü und versucht die Nordwand alleine zu bezwingen, was ihm aber schon zweimal misslungen ist. Maria fühlt sich zu dem schweigsamen Mann hingezogen. Seine verunglückte Frau hieß ebenfalls Maria.
Am nächsten Tag begibt sich das Paar gemeinsam mit Krafft auf den Weg zur Nordwand des Piz Palü. Eine Gruppe von bergunerfahrenen Studenten folgt ihnen, doch werden sie von einer Lawine in die Tiefe gerissen. Keiner der jungen Männer überlebt.

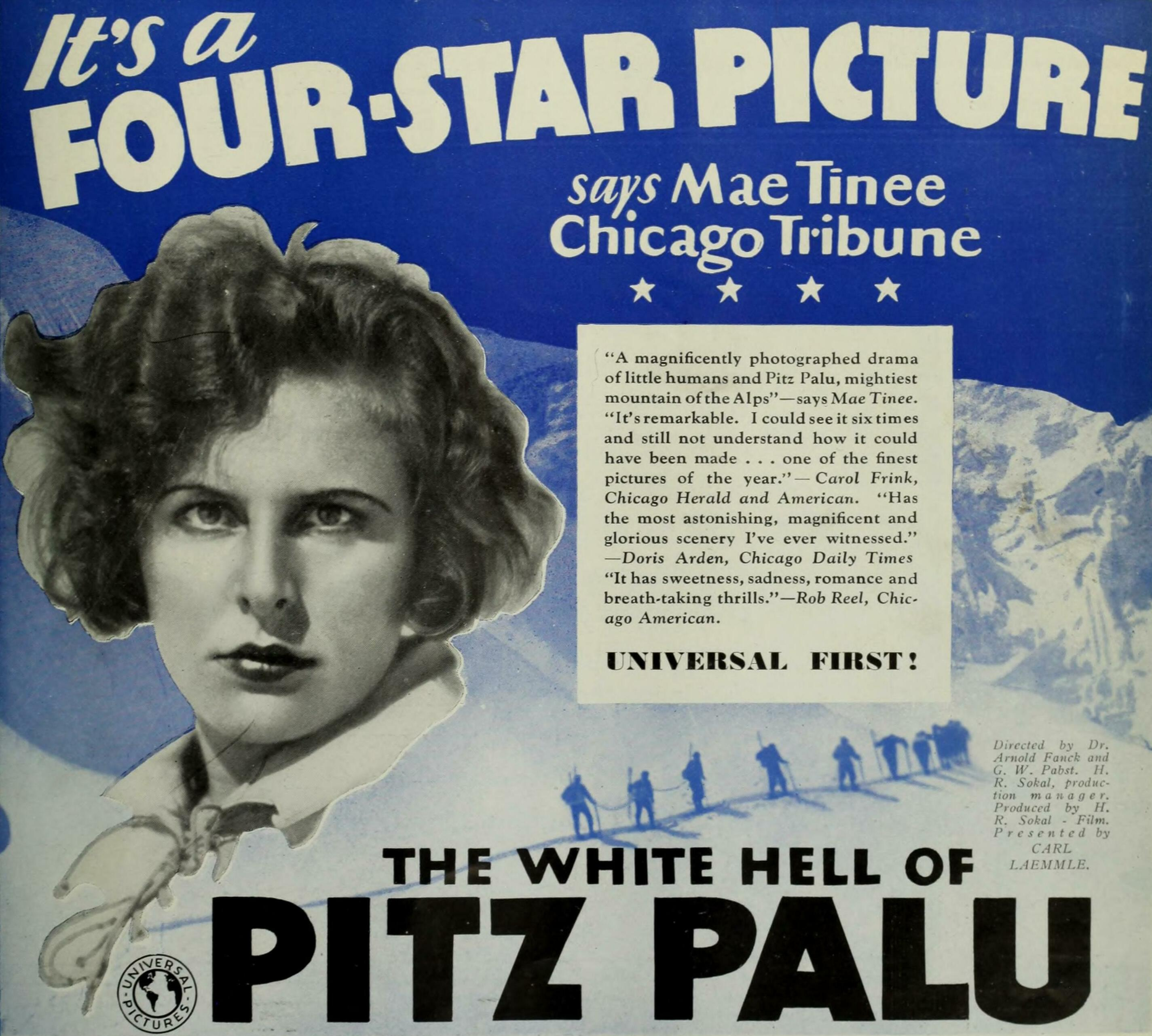
USA, 1930

Hans, dem Marias offensichtliche Zuneigung zu Krafft zunehmend missfällt, möchte beweisen, dass auch er „ein Mann“ ist und übernimmt trotz Kraffts Warnung die Führung der Gruppe. Als er abstürzt, kann er gerade noch aufgefangen werden. Krafft bricht sich bei Hans’ Rettung ein Bein. Hereinbrechende Stürme, Steinschlag und Lawinen sowie Kraffts und Brandts Verletzungen machen einen Abstieg unmöglich. Auf einem Felsvorsprung harren die Vermissten drei Tage und Nächte aus. Hans erleidet einen Zusammenbruch und muss gefesselt werden, damit er sich in seiner Verwirrung nicht in die Tiefe stürzt. Dr. Krafft überlässt Hans seine wärmende Jacke. Der Flieger Udet entdeckt das Trio schließlich, doch die an Fallschirmen abgeworfene Verpflegung verfehlt ihr Ziel. Aber er kann den Bergrettern die Position der Verunglückten zeigen.
Krafft legt sich in einiger Entfernung in den Schnee, wo er erfriert. Der ausgesandte Rettungstrupp findet das Paar und bringt es ins Tal. Christian findet Kraffts Notizbuch, in dem er die Nachricht hinterlassen hat, dass man ihn nicht suchen solle.

## Produktion

### Dreharbeiten

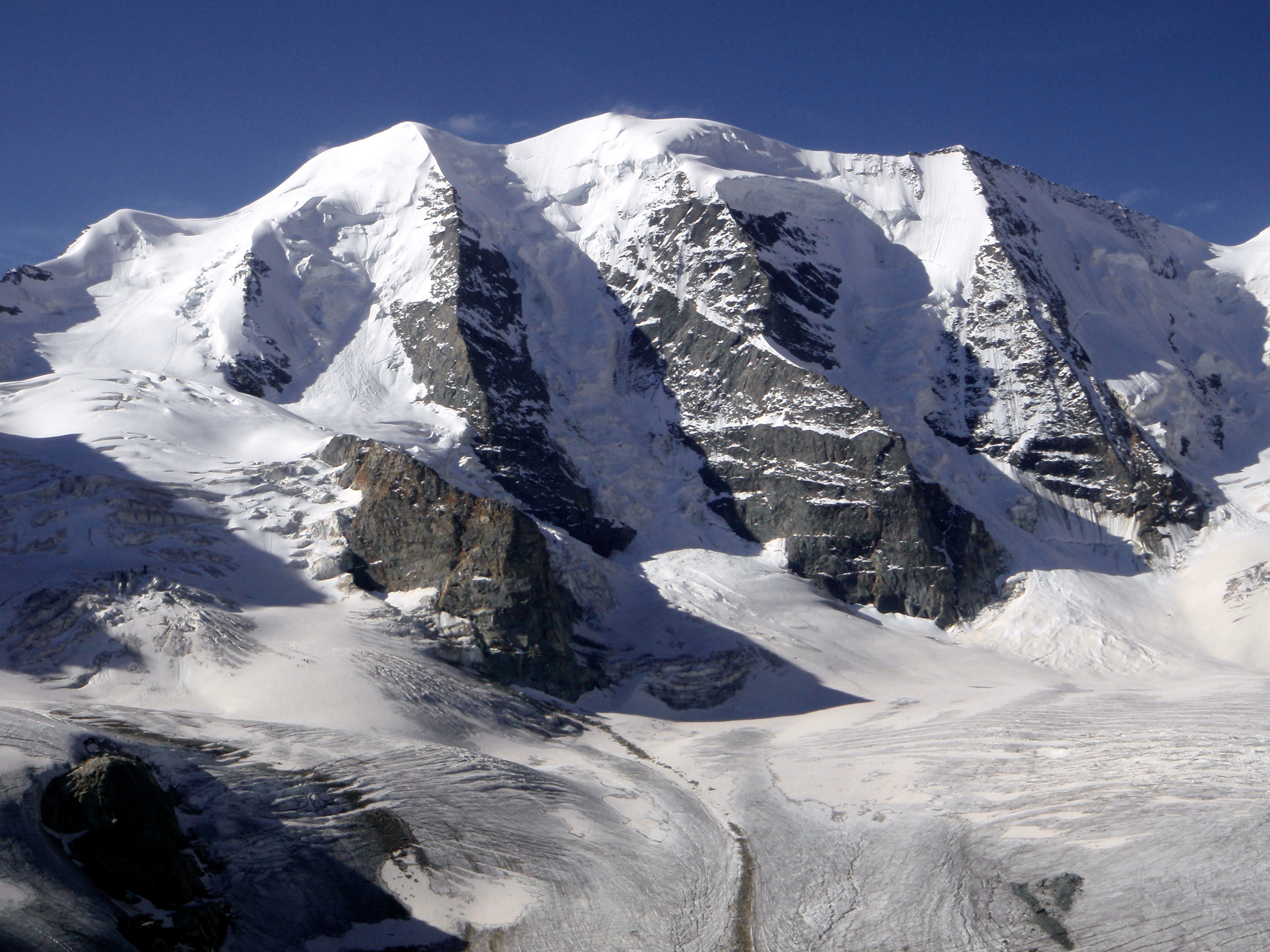
Piz Palü, gesehen von der Diavolezza

Die Dreharbeiten des Films fanden von Januar bis Juni 1929 in den Schneegebieten des Berninamassivs statt. Arnold Fanck übernahm die Außenaufnahmen in den Bergen, Georg Wilhelm Pabst übernahm die Innendrehs und beriet Fanck bei der Dramaturgie. Die Ausstattung des Films stammt von Ernő Metzner. Die Naturaufnahmen der Berge und Gletscher, Schneestürme und Lawinen gelangen so gut, dass selbst Fachleute nicht an ihrer Echtheit zweifelten. Fanck arbeitete mit seinem bewährten Kamerateam um Sepp Allgeier, Richard Angst und Hans Schneeberger, auch die Hauptdarstellerin Leni Riefenstahl gehörte bereits seit mehreren Jahren zu Fancks ständigen Mitwirkenden. Mit dem Flieger Ernst Udet drehte er danach noch Stürme über dem Mont Blanc (1930) und SOS Eisberg (1933).

### Veröffentlichung, Neuversion
Seine Uraufführung hatte Die weiße Hölle vom Piz Palü am 11. Oktober 1929 in Wien. In Deutschland wurde er erstmals am 1. November des Jahres in Stuttgart gezeigt, offizielle Deutschlandpremiere war am 15. November in Berlin. Der Film wurde in den ersten vier Wochen nach seiner Premiere von mehr als 100.000 Menschen im Berliner UFA-Palast gesehen und auch international ein Erfolg. 1930 wurde unter dem Titel The White Hell of Piz Palü eine englische Tonfilmfassung hergestellt.
Zweitausendeins brachte den Film 2013 in der Reihe „Der Deutsche Film“ unter der Nummer 1/1929 auf DVD heraus.
Der Film wurde 1935 gekürzt (unter anderem fielen die Szenen mit dem bereits emigrierten jüdischen Schauspieler Kurt Gerron heraus) und zu einer Tonfassung mit illustrativer Musik von Giuseppe Becce umgearbeitet. Diese Neuversion erfuhr am 13. Dezember 1935 ihre Erstaufführung. Die Originalfassung von 1929 war bis 1996 verschollen. Die aufbereitete Originalfassung ist seit 1998 im Handel erhältlich. Sie enthält auch die vormals entfernten Szenen mit Kurt Gerron. Darüber hinaus wurde sie mit einer neuen Filmmusik unterlegt, die von Ashley Irwin komponiert und vom Deutschen Filmorchester Babelsberg eingespielt wurde.

## Kritik
Cinema zog das Fazit: „Die Wucht der Bilder fasziniert noch immer“ und führte aus: „Der nicht nur für damalige Verhältnisse riskante Dreh ergab sensationelle Naturbilder und machte den Film zum internationalen Erfolg.“
Kino.de führte aus, dass Regisseur Arnold Fanck 1929, noch bevor Luis Trenker dem Ruf des Matterhorns gefolgt sei, diesen Stummfilm drehte und „damit das Genre des Bergfilms“ begründet habe. Weiter hieß es:  „Weitaus spektakulärer als die recht dürftige Handlung waren dabei die durchweg faszinierenden Naturaufnahmen, die so perfekt gerieten, dass Kritiker sogar vermuteten, sie wären im Studio gedreht worden. Wurden sie aber nicht – alles echt!“

## Sonstiges
Ein Remake des Films entstand 1950 mit dem Titel Föhn unter der Regie von Rolf Hansen mit Hans Albers und Liselotte Pulver in den Hauptrollen.
Eine Anspielung auf den Film gibt es in Quentin Tarantinos Inglourious Basterds: Lt. Archie Hicox, englischer Spion in Wehrmachtsuniform, erklärt einem SS-Sturmbannführer seinen seltsamen Akzent durch seine angebliche Herkunft vom Fuße des Piz Palü, er habe auch in dem Film mitgespielt.